# 中沢沙理
中沢 沙理（なかざわ さり、1993年7月13日 - ）は、日本のファッションモデル。2016年（平成28年）のミス・ユニバース・ジャパンである。

## 経歴・人物
1993年7月13日、滋賀県に生まれる。外遊びが好きなわんぱくな子供だった。いろいろなことに興味があり、新体操・水泳・バレエ・華道をならう。
立命館高等学校理系コース卒業。中学・高校時代はバレーボール部に所属していた。高校在学中よりモデル活動を開始。また、高校では国際エッセイコンテストの優秀者としてボランティア研修でベトナム・カンボジアの病院や孤児院を訪れた。これがきっかけとなり医療の分野に興味を持ち、医療人になるべく勉学に励む。またワールドユースミーティングに参加し、金賞を受賞した。高校卒業まで大津市で暮らす。
その後日本歯科大学生命歯学部に進学。大学時代には日本赤十字社の協力の元、ヨルダンでボランティアを行った。
2016年3月1日にホテル椿山荘東京で行われたミス・ユニバース日本大会（MUJ）に滋賀県代表として出場。大会前に行われた2週間のビューティーキャンプでの生活態度なども加味した審査の結果、優勝。日本代表に選出された。
2016年3月8日、MUJ滋賀大会を後援した彦根市を表敬訪問。大久保貴市長と面会、「周りの方々への感謝の気持ちを忘れず、一日一日を大切に頑張りたい」と話した。大久保市長からはひこにゃんのぬいぐるみを渡され、喜んだ。同日、滋賀県庁を訪問。三日月大造知事は「琵琶湖のアユは外に出て大きくなる」との言葉を引用し、中沢を激励した。
2016年4月、林真理子の小説『ビューティーキャンプ』の刊行に関連して林と対談を行った。
2016年11月29日、ミス・ユニバース世界大会（ミス・ユニバース2016）に向けて壮行会が開催された。中沢は、世界大会でナショナル・コスチュームとして着用予定の着物とドレスを融合した衣装をお披露目した。
2017年1月、フィリピンのパサイで行われたミス・ユニバース2016に出場したが、入賞を果たすことは出来なかった。
尊敬する人物はオードリー・ヘップバーン。元オスカープロモーション所属。趣味は茶道と華道､特技は水泳とピアノ演奏。好きな場所は桜の時期の三井寺（大津市園城寺町）や草津市立水生植物公園みずの森（草津市下物町）。

## フィルモグラフィ

### TV
- CXTVめざましテレビ
- FOX fashionTV
- NHK 海外歳末たすけあい
- Waku Waku TV JAPAN
- NTV News zero

## 広告
- SONY extra bass
- D-up オリシキ
- ホテル椿山荘東京
- 任天堂 Nintendo Switch Lite

## イベント
- ジョイフル恵利 振袖ショー
- 鶴岡八幡宮 東日本大震災復興支援チャリティーショー
- GAP スキニープロモーション
- Global Festa
- 日伊国交イベント アモーレミオ
- ブラックリスト ジャパンプレミア
- GINGER style セミナー 林真理子×中沢沙理
- Glam Beautique ビューティアップトークショー
- 赤十字シンポジウム